# Resolutie 689 Veiligheidsraad Verenigde Naties
Resolutie 689 van de Veiligheidsraad van de Verenigde Naties werd unaniem aangenomen op 9 april 1991. De resolutie richtte de waarnemingsmissie op de Iraaks-Koerdische grens op.

## Achtergrond
Op 2 augustus 1990 viel Irak zijn zuiderbuur Koeweit binnen en bezette dat land. Nog diezelfde dag werd de inval door de VN-Veiligheidsraad veroordeeld in resolutie 660. Deze resolutie eiste ook een onmiddellijke terugtrekking van Irak, maar daar kwam niets van terecht. Met resolutie 678 stelde de Veiligheidsraad Irak een ultimatum om voor 15 januari 1991 aan de voorgaande resoluties te voldoen. Irak gaf hier geen gehoor aan en de dag na het verstrijken van het ultimatum begon een coalitie van 34 landen, onder leiding van de Verenigde Staten, operatie Desert Storm met grootschalige luchtbombardementen, gevolgd door een grondoffensief, operatie Desert Sabre. Tegen 27 februari was de strijd beslecht, en op die dag aanvaardde Irak de VN-resoluties.

## Inhoud
De Veiligheidsraad:
- herinnert aan resolutie 687;
- handelt onder Hoofdstuk VII van het Handvest;

1. keurt de rapporten van de secretaris-generaal over de uitvoering van paragraaf °5 van resolutie 687 goed.[1];
2. merkt op dat de beslissing om een waarnemingseenheid op te richten genomen werd in paragraaf °5 van resolutie 687 en enkel door de Veiligheidsraad kan worden beëindigd; de Veiligheidsraad zal zich daarom om de zes maanden hierover beraden;
3. besluit dat de modaliteiten voor de eerste zes maanden van de VN-Irak-Koeweit-waarnemingsmissie zullen overeenstemmen met het rapport en ook om de zes maanden herbekeken worden.

## Verwante resoluties
- Resolutie 687 Veiligheidsraad Verenigde Naties
- Resolutie 688 Veiligheidsraad Verenigde Naties
- Resolutie 692 Veiligheidsraad Verenigde Naties
- Resolutie 699 Veiligheidsraad Verenigde Naties

Lijst ·  684 ·  685 ·  686 ·  687 ·  688 ·  689 ·  690 ·  691 ·  692 ·  693 ·  694 ·  695 ·  696 ·  697 ·  698 ·  699 ·  700 ·  701 ·  702 ·  703 ·  704 ·  705 ·  706 ·  707 ·  708 ·  709 ·  710 ·  711 ·  712 ·  713 ·  714 ·  715 ·  716 ·  717 ·  718 ·  719 ·  720 ·  721 ·  722 ·  723 ·  724 ·  725